# Les Hellènes
Grecs pour la Patrie, en grec moderne : Έλληνες για την Πατρίδα / Éllines gia tin Patrída, est un parti politique nationaliste grec, fondé le 4 juin 2020, par l'ancien porte-parole du parti Aube dorée, Ilías Kassidiáris.
Le parti a officiellement pour dirigeant Anastasios Kanellopoulos, un ex-procureur adjoint à la Cour suprême, mais son véritable chef est Ilías Kassidiáris.
En vue des élections législatives grecques de mai 2023, le Parlement grec adopte un amendement en 2023 interdisant aux partis politiques dont les dirigeants ont été condamnés pour une infraction pénale grave à concourir aux élections, ce qui concerne principalement Les Hellènes, qui représentait alors 3 % d'intentions de vote dans les sondages.

## Identité visuelle

Premier logo
Deuxième logo